# Stadio di occlusione
Lo stadio di occlusione è la fase che vede il fronte freddo raggiungere quello caldo a partire dal centro della depressione. È uno stadio caratterizzante i cicloni extratropicali: i fronti inizialmente sono nettamente separati da una zona intermedia di aria calda; il fronte freddo tuttavia si muove più rapidamente di quello caldo, così la zona di aria calda si restringe e si solleva con un movimento vorticoso (il cui verso dipende dall'emisfero in cui ci si trova, a causa della forza di Coriolis). Quando il fronte freddo raggiunge il fronte caldo e non riesce a sospingerlo oltre, la massa d'aria calda interposta viene sospinta verso l'alto, dando luogo ad un complesso nuvoloso con precipitazioni. Quando l'aria calda è del tutto sollevata si forma un fronte occluso e la perturbazione raggiunge il massimo dell'intensità.
Con il passare del tempo l'aria sollevata si raffredda, perciò la depressione barica si riduce, il vortice si attenua e infine il ciclone si estingue. Raramente si forma un singolo ciclone extratropicale. Spesso il fronte polare si frammenta in tante onde e dall'evoluzione di ciascuna di esse deriva una diversa perturbazione, che poi procede ed evolve in maniera autonoma. Si viene così a formare una famiglia di perturbazioni. Ognuna inizia a spostarsi verso est dall'ovest dirigendosi verso le zone settentrionali nella stagione estiva e verso le regioni tropicali in quella invernale.